# Peyrilhac
Peyrilhac település Franciaországban, Haute-Vienne megyében. Lakosainak száma 1356 fő (2022. január 1.). Peyrilhac Chamboret, Saint-Gence, Cieux, Nantiat, Nieul, Oradour-sur-Glane, Saint-Jouvent és Veyrac községekkel határos.

## Népesség
A település népességének változása:
| Lakosok száma | 1244 | 1257 | 1280 | 1270 | 1275 | 1278 | 1307 | 1331 | 1356 |
|               | 2013 | 2015 | 2016 | 2017 | 2018 | 2019 | 2020 | 2021 | 2022 |